# Ґекіґа
Ґекіґа (яп. 劇画, укр. драматичні картинки) — стиль японських коміксів, орієнтований на дорослу аудиторію і позначений більш кінематографічним стилем і більш зрілими темами. Гекіґа був домінуючим стилем коміксів для дорослих у Японії в 1960-х і 1970-х роках. Естетично він визначається гострими кутами, темною штриховкою та грубими лініями, а тематично — реалізмом, соціальною заангажованістю, зрілістю та маскулінністю.

## Історія
У 1950-х роках популярні японські комікси (манґа) прийшли з Токіо й були орієнтовані на дітей, на чолі з роботами Осаму Тедзуки. До того, як Тедзука переїхав до Токіо, він жив в Осаці та був наставником таких художників, як Йосіхіро Тацумі та Масахіко Мацумото, які захоплювалися ним. Незважаючи на те, що на них вплинула адаптація Тедзукою кінематографічних прийомів, вони не були зацікавлені у створенні гумористичних коміксів для дітей у стилі Тездуки в дусі Діснея. Вони хотіли писати незмінно драматичні історії з естетикою під впливом фільмів нуар і кримінальних романів. Ґекіґа була більш наочною та показувала більше насильства, ніж дитяча манґа, яка була до них. Тацумі пояснив: «Частково на це вплинули газетні статті, які я читав. У мене була якась емоційна реакція, і я хотів би висловити це у своїх коміксах». Назва ґекіґа була придумана в 1957 році Тацумі та прийнята іншими більш серйозними японськими карикатуристами, які не хотіли, щоб їхня професія була відома під більш поширеним терміном «манґа», що буквально означає «чудернацькі малюнки».
Ірма Нуньєс з The Japan Times написала, що «замість того, щоб просто використовувати „ґекіґу“ як можливість легітимізації контенту для дорослих і реалізму в манзі, … вони розробили цілковито нову естетику». Син Мацумото казав, що ці художники вважали, що короткі оповідання, які Тедзука почав писати після переїзду до Токіо, звужували його експресію, оскільки дію потрібно було пояснювати за допомогою словесних бульбашок. Нуньєс пояснила: «Структурна цілісність була однією з головних турбот піонерів. Вони експериментували з тим, як найкраще поєднати зображення з текстом; як великий план може виразити внутрішній світ персонажа; як синхронізувати дію історії з темпом читача, який проглядає сторінку».

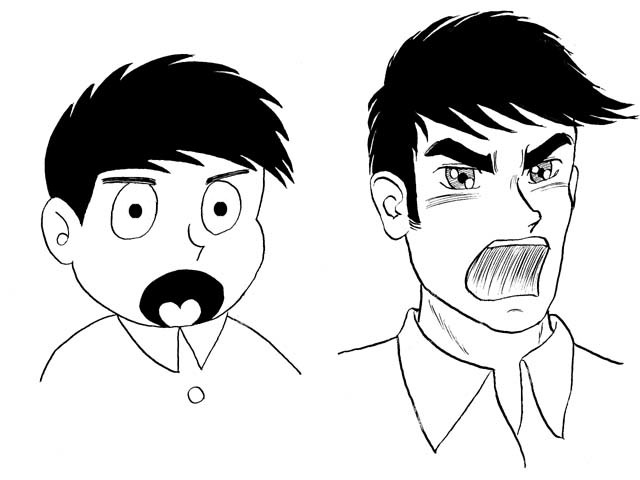
Приклади стилю манґа (ліворуч) і стилю ґекіґа (праворуч)

Замість того, щоб працювати на відомі видання, художники ґекіґа працювали в індустрії прокатної манґи, де роботи кількох художників друкувалися у збірках, які читачі брали напрокат, а не купували. У листопаді 1956 року Масахіко Мацумото використав термін «комаґа» (яп. 駒画), щоб описати свій твір Kyūketsu-jū, замість «манґа». Пізніше син Мацумото стверджував, що ця робота була основою для того, що згодом буде відомо як ґекіґа. Робота Йошіхіро Тацумі Yūrei Taxi була першою, яку назвали ґекіґою, коли вона була опублікована наприкінці 1957 року. Інші назви, які він розглядав, включають кацудоґа та кацуґа, обидві походять від katsudō eiga (укр. рухомі зображення), раннього терміну для фільмів, що свідчить про кінематографічний вплив руху.
У 1959 році спільнота Gekiga Kōbō (яп. 劇画工房) утворилася в Токіо з восьми членів, включаючи Тацумі, Мацумото та Такао Сайто. Група написала своєрідний «Маніфест Ґекіґа», який був розісланий різним видавцям і газетам, заявляючи про свою місію. Gekiga Kōbō розпалася в 1960 році через внутрішні розбіжності; хоча як організована група вона була дуже короткочасною, її вплив був тривалим.
Авангардний журнал Garo, заснований у 1964 році, був джерелом експериментальних і нетрадиційних робіт, які були «візуально чи тематично занадто складними для основного ринку». Завдяки таким творам, як «Камуї» Санпея Ширато, він швидко завоював прихильників серед студентів. У відповідь на успіх Garo Тедзука заснував журнал COM у 1967 році для більш експериментальних робіт.
 — Йошіхіро Тацумі про те, що його називають "родоначальником японської альтернативної манґи".
Наприкінці 1960-х і на початку 1970-х років діти, які виросли на читанні манґи, хотіли щось орієнтоване на старшу аудиторію, і ґекіґа задовольнила цю нішу. The Cartoon Museum описує аудиторію ґекіґи: «Намальована в більш реалістичному та атмосферному стилі з жорсткішими сюжетними лініями, ґекіґа привернула увагу старших підлітків, студентів університетів і, зрештою, дорослих читачів». Це конкретне покоління стало відомим як «покоління манґи», оскільки воно читало мангу як форму бунту, що було схоже на роль, яку рок-музика відігравала для хіпі в Сполучених Штатах.
Деякі автори використовують термін ґекіґа для опису робіт, які мають лише фактор шоку. У 1968 році Тацумі опублікував «Коледж Ґекіґа», оскільки вважав, що ґекіґа надто далеко відходить від свого коріння, і хотів відновити її значення. У 2009 році він сказав: «Ґекіґа це термін, яким зараз кидаються, щоб описати будь-яку манґу з насильством, еротикою чи будь-яким видовищем. Це стало синонімом видовищності. Але я пишу манґу про домогосподарства та розмови, любовні стосунки, буденні речі, які не є видовищними. Думаю, в цьому і є різниця».
The Cartoon Museum писав, що до 1980-х років ґекіґа стала інтегрованою в різні види манґи. «Для деяких молодих людей термін ґекіґа тепер залишився в підручниках історії, але його спадщина продовжує жити».
Довгий час ґекіґа не перекладалася на інші мови, але після 2000 року все більше видавців, присвячених графічним романам, почали перекладати та випускати ґекіґа. Нещодавно такі видавці, як Drawn & Quarterly, почали публікувати кілька англійських видань творів Тацумі та Йошіхару Цуґе, зокрема, підвищуючи популярність цього жанру на західному ринку графічних романів.

## Манґаки
Нижче наведено приклади художників манґи, які, як відомо, створювали ґекіґу.
- Йосіхіро Тацумі
- Тедзука Осаму (Phoenix, Ode to Kirihito, Apollo's Song, MW)
- Цуге Йошіхару
- Сайто Такао (Golgo 13)
- Камімура Кадзуо